# Chung Yun-seong
Chung Yun-seong (kor.: 정윤성; * 27. März 1998 in Seoul) ist ein südkoreanischer Tennisspieler.

## Karriere
Chung spielte bis 2016 auf der ITF Junior Tour. In der Jugend-Rangliste erreichte er mit Rang 3 Anfang 2016 seine höchste Notierung. Bereits mit 13 startete er bei den ersten Turnieren. 2014 nahm er das erste Mal bei allen vier Grand-Slam-Turnieren teil, wo er dreimal die zweite Runde erreichte, und beendete das Jahr auf Rang 8 der Junioren. Er nahm auch an den Olympischen Jugend-Sommerspielen in allen drei Kategorien teil. 2015 erreichte er bei den US Open das Halbfinale, was ihm Anfang 2016 bei den Australian Open erneut gelang – beide Male unterlag er dem späteren Turniersieger. Im Doppel zog er bei den French Open 2016 ins Finale ein, wo er mit seinem Partner Orlando Luz Yshai Oliel und Patrik Rikl unterlag. Mitte des Jahres wechselte er zu den Profis, obwohl er noch bis Jahresende als Junior spielberechtigt war.
Bei den Profis spielte Chung ab 2014, als er schon das erste Mal ein Finale erreichen konnte. Er spielte zunächst gelegentlich auf der ITF Future Tour. Sein erstes Jahr konnte er in den Top 1000 der Weltrangliste beenden. 2015 gelang ihm neben seinem zweiten Future-Endspiel auch überraschend der Einzug ins Finale beim Challenger-Turnier von Astana, eines der ersten Challengers seiner Karriere. Als er 2016 den Fokus voll auf die Profiturniere legte, spielte er im Einzel sein drittes Finale und gewann im Doppel die ersten vier Turniere. In beiden Wertungen schloss er das Jahr in den Top 600 der Welt. 2017 blieb er titellos und änderte seine Platzierung kaum. Dafür gewann er beim Challenger von Seoul gegen Lu Yen-hsun, die Nummer 55 der Welt und in Ningbo gegen Nicolás Jarry, die Nummer 111. Weiter in Turniere vorstoßen konnte er dennoch nicht. 2018 gewann er im Einzel und Doppel jeweils zwei Futures, aber vor allem im Doppel steigerte er sich. Bei etlichen Challengers kämpfte er sich durch die Qualifikation, was ihn Position nach oben klettern ließ, aber erst in Lexington erreichte er erstmals ein Halbfinale. Drei weitere Einzüge ins Viertelfinale brachten ihn bis auf Platz 266, womit er bei Challengers meistens direkt im Hauptfeld starten kann. 2019 spielte er konstant, schaffte es aber nur zweimal ins Challenger-Viertelfinale, aber nie weiter, wodurch er etwa 50 Plätze verlor. Zuvor stieg er noch auf Platz 233, sein Karrierehoch. Im Doppel konnte er durch zwei Halbfinals und ein Endspiel hingegen erstmals in die Top 350. In der verkürzten Saison 2020 gewann er ein Future und gab außerdem sein Debüt für die südkoreanische Davis-Cup-Mannschaft, bei dem er sein Match gegen Stefano Travaglia verlor. 2021 gewann er wie schon 2018 je zwei Einzel- und Doppeltitel. Anders als zuvor konnte er bei Challengers im Einzel seltener Punkte sammeln. Zum Jahresende fiel er sogar aus den Top 400, während er im Doppel in neue Höhen vorstieß.
2022 stand er in drei Doppel-Endspielen auf der Challenger Tour. In Orlando und Nonthaburi gewann er, in Seoul verlor er. Etliche weitere Halbfinals verhalfen ihm zu Platz 177, seiner bis dato höchsten Platzierung. Im Einzel gelang Chung nach zwei schwächeren Saison ein Trendwechsel. Er kam das zweite Mal zu einem Halbfinale eines Challengers in Morelos. Höhepunkt des Jahres wurde sein Debüt auf der ATP Tour. In der Qualifikation von Seoul gewann er beide Matches und zog so erstmals ins Hauptfeld auf diesem Niveau ein. Gegen seinen Landsmann Kwon Soon-woo verlor er in drei Sätzen. Am Jahresende war er an Position 337 notiert.

## Erfolge
| Legende (Anzahl der Siege) |
| Grand Slam                 |
| ATP Finals                 |
| ATP Tour Masters 1000      |
| ATP Tour 500               |
| ATP Tour 250               |
| ATP Challenger Tour (4)    |

### Doppel

#### Turniersiege
| Nr. | Datum              | Turnier    | Belag     | Partner              | Finalgegner                                    | Ergebnis            |
| --- | ------------------ | ---------- | --------- | -------------------- | ---------------------------------------------- | ------------------- |
| 1.  | 11. Juni 2022      | Orlando    | Hartplatz | Michail Pervolarakis | Malek Jaziri Kaichi Uchida                     | 6:75, 7:63, [16:14] |
| 2.  | 10. September 2022 | Nonthaburi | Hartplatz | Ajeet Rai            | Francis Alcantara Christopher Rungkat          | 6:1, 7:66           |
| 3.  | 25. Februar 2023   | Bangalore  | Hartplatz | Hsu Yu-hsiou         | Anirudh Chandrasekar N. Vijay Sundar Prashanth | 3:6, 7:67, [11:9]   |
| 4.  | 24. August 2024    | Jinan      | Hartplatz | Yūta Shimizu         | Riō Noguchi Edward Winter                      | 6:3, 6:75, [10:6]   |